# 2 mars en sport
2 février 2 avril
Chronologies thématiques
- Croisades
- Ferroviaires
- Disney

Le 2 mars (61e jour de l'année ou le 62e en cas d'année bissextile) en sport.

## Événements

### XVIIIesiècle
- 1761
  - (Boxe) : le boxeur anglais George Megg s’empare du titre en battant le tenant Bill Stevens.

### XIXesiècle
- 1878 :
  - (Football) : à Glasgow (Hampden Park), l'Écosse écrase l'Angleterre : 7-2.
- 1889 : 
  - (Football) : à Everton (Liverpool), l’Angleterre bat l’Irlande 6-1.
  - (Rugby à XV /Tournoi britannique) : le pays de Galles et l'Irlande font match nul 0-0. L'Écosse gagne le Tournoi britannique mais tous les matchs n'ont pas été jouer à cause du boycott de l'Angleterre par les trois autres nations[1],[2].

### XXesièclede1901à1950
- 1904 :
  - (Football) : fondation du club espagnol du Deportivo La Corogne.

### XXesièclede1951à2000
- 1962 :
  - (Basket-ball) : Wilt Chamberlain inscrit un record de 100 points pour un match championnat NBA avec son équipe des Warriors de Philadelphie face aux Knicks de New York[3].
- 1997 :
  - (Cyclisme) : le Français Laurent Jalabert remporte la course à étapes Paris-Nice.

### XXIesiècle
- 2008 :
  - (Sport automobile / Rallye) : Sébastien Loeb, au volant d'une Citroën C4 WRC, remporte pour la troisième année consécutive le Rallye du Mexique en s'imposant devant l'Australien Chris Atkinson et le Finlandais Jari-Matti Latvala. Au classement du championnat du monde, le pilote français revient à seulement une longueur de Mikko Hirvonen.
- 2016 :
  - (Cyclisme sur piste /Championnats du monde) : début des championnats du monde de cyclisme sur piste qui se déroulent à Londres au Royaume-Uni jusqu'au 6 mars 2016 sur le vélodrome de Londres[4]. Sur le scratch masculin, victoire de l'Espagnol Sebastián Mora, le Mexicain Ignacio Prado termine 2e et le Suisse Claudio Imhof est 3e puis sur la vitesse masculine par équipes, les Néo-Zélandais s'imposent devant les Néerlandais et les Allemands. Sur la poursuite féminine individuelle, l'Australienne Rebecca Wiasak s'impose devant la Polonaise Małgorzata Wojtyra et la Canadienne Annie Foreman-Mackey puis sur la vitesse féminine par équipes, victoire des Russes devant les Chinoises et les Allemandes.
- 2019 :
  - (Tennis /ATP 500) : en finale de l'ATP 500 de Dubaï, le Suisse Roger Federer  s'impose face au Grec Stéfanos Tsitsipás 6-4, 6-4. C'est le 100e titre de sa carrière[5].

## Naissances

### XIXesiècle
- 1871 :
  - William Bancroft, joueur de rugby gallois. Vainqueur du Tournoi britannique de rugby à XV 1893 et 1900. (33 sélections en équipe nationale). († 3 mars 1959).
- 1886 :
  - Jack Jones, joueur de rugby gallois. Vainqueur du Tournoi britannique de rugby à XV 1909 et du Grand Chelem 1911. (14 sélections en équipe nationale). († 19 mars 1951).
  - Vittorio Pozzo, footballeur puis entraîneur italien. Sélectionneur de l'équipe d'Italie en 1912 et 1924 puis de 1929 à 1948 qui fut championne olympique aux Jeux de Berlin 1936 puis championne du monde de football 1934 et 1938. († 21 décembre 1968).
- 1890 :
  - Jules Nempon, cycliste sur route français. († 7 juin 1974).
- 1898 :
  - Hughie Ferguson, footballeur écossais. († 9 janvier 1930).

### XXesièclede1901à1950
- 1901 :
  - Raymond Talleux, rameur français. Médaillé d'argent du quatre avec barreur aux Jeux de Paris 1924. († 21 mars 1982).
- 1902 :
  - Moe Berg, joueur de baseball puis entraîneur américain. († 29 mai 1972).
- 1906 :
  - Eugène Chaud, joueur de rugby à XV et de XIII français. (3 sélections en Équipe de France de rugby à XV). († 14 juin 1984).
- 1907 :
  - Marguerite Radideau, athlète de sprint française. († 15 mars 1978).
- 1909 :
  - Mel Ott, joueur de baseball américain. († 21 novembre 1958).
- 1911 :
  - Martim Silveira, footballeur brésilien. (6 sélections en équipe nationale). († 26 mai 1972).
- 1914 :
  - Louis Chaillot, cycliste sur piste français. Champion olympique du tandem et médaillé d'argent de la vitesse individuelle aux Jeux de Los Angeles 1932 puis médaillé de bronze de la vitesse individuelle aux Jeux de Berlin 1936. († 30 janvier 1998).
- 1922 :
  - Bill Quackenbush, hockeyeur sur glace puis entraîneur canadien. († 12 septembre 1999).
- 1924 :
  - Laurie Hughes, footballeur anglais. (3 sélections en équipe nationale). († 9 septembre 2011).
- 1927 :
  - Roger Walkowiak, cycliste sur route français. Vainqueur du Tour de France 1956. († 6 février 2017).
- 1931 :
  - Guy Husson, athlète de lancers de marteau français. († 18 juin 2025).
- 1934 :
  - Joseph Groussard, cycliste sur route français. Vainqueur des Quatre Jours de Dunkerque 1962 et de Milan-San Remo 1963.
- 1942 :
  - Jacques Casolari, footballeur français.
  - Claude Larose, hockeyeur sur glace canadien.
- 1947 :
  - Harry Redknapp, footballeur puis entraîneur anglais.
- 1949 :
  - Isabelle Mir, skieuse alpine française. Médaillée d'argent de la descente aux Jeux de Grenoble 1968. Médaillée d'argent de la descente aux CM de ski alpin 1970.
  - JPR Williams, joueur de rugby gallois. Vainqueur des Grands Chelems 1971, 1976 et 1978, des tournois des Cinq Nations 1969, 1973, 1975 et 1979. (55 sélections en équipe nationale). († 8 janvier 2024).

### XXesièclede1951à2000
- 1958 :
  - Kevin Curren, joueur de tennis sud-africain puis américain.
  - Ian Woosnam, golfeur gallois. Vainqueur du Masters 1991.
- 1959 :
  - Molly Killingbeck, athlète de sprint canadien. Médaillée d'argent du relais 4×400m aux Jeux de Los Angeles 1984.
- 1960 :
  - Roald Goethe, pilote de course automobile et homme d'affaires allemand.
- 1962 :
  - Gabriele Tarquini, pilote de F1 et de course de voiture de tourisme italien. Champion du monde des voitures de tourisme 2009.
- 1966 :
  - Judith Wiesner, joueuse de tennis autrichienne.
- 1967 :
  - Jean-François Di Martino, épéiste français. Médaillé d'argent par équipes aux Jeux de Sydney 2000. Champion du monde d'escrime de l'épée par équipes 1999.
- 1971 :
  - Hajnalka Kiraly-Picot, épéiste hongroise puis française. Médaillée de bronze par équipes aux Jeux d'Athènes 2004. Championne du monde d'escrime par équipe 1993 1995, 1997 et 2002 avec la Hongrie. Championne du monde d'escrime par équipes 2005, 2007 et 2008 avec la France.
- 1973 :
  - Dejan Bodiroga basketteur serbe. Médaillé d'argent aux Jeux d'Atlanta 1996. Champion du monde de basket-ball 1998 et 2002. Champion d'Europe de basket-ball 1995, 1997 et 2001. Vainqueur de l'Euroligue de basket-ball 2000, 2002 et 2003, et de la Coupe Saporta 1997.
  - Max van Heeswijk, cycliste sur route néerlandais.
- 1974 :
  - Patrice Halgand, cycliste sur route français.
- 1974 :
  - Juan Antonio Marín, joueur de tennis costaricien.
- 1975 :
  - MC Mazique, basketteur américain.
- 1977 :
  - Dominique Canty, basketteuse américaine.
- 1978 :
  - Tomas Kaberle, hockeyeur sur glace tchèque. Médaillé de bronze aux Jeux de Turin 2006. Champion du monde de hockey sur glace 2005.
- 1979 :
  - Damien Grégorini, footballeur français.
  - David Skrela, joueur de rugby français. Vainqueur du Tournoi des Six Nations 2007 et du Challenge européen 1998. (23 sélections en équipe de France).
- 1980 :
  - Pierre Brasseur, navigateur français.
- 1981 :
  - Romain Sato, basketteur centrafricain. Vainqueur de l'Euroligue de basket-ball 2011.
- 1982 :
  - Delonte Holland, basketteur américain.
  - Henrik Lundqvist, hockeyeur sur glace suédois. Champion olympique aux Jeux de Turin 2006 puis médaillé d'argent aux Jeux de Sotchi 2014.
  - Joel Lundqvist, hockeyeur sur glace suédois. Champion du monde de hockey sur glace 2006 et 2013.
  - Ben Roethlisberger, joueur de football U.S. américain.
- 1983 :
  - Igor Antón, cycliste sur route espagnol.
  - Olivier Bonnaire, cycliste sur route français.
  - Clara Woltering, handballeuse allemande. Victorieuse des Ligue des champions 2012 et 2015. (187 sélections en équipe nationale).
- 1986 :
  - Jason Smith, basketteur américain.
- 1987 :
  - Jonas Jerebko, basketteur suédois. (39 sélections en équipe nationale).
  - Anne-Sophie Pagnier, basketteuse française.
  - Pau Ribas, basketteur espagnol.
- 1988 :
  - Romain Philippoteaux, footballeur français.
  - Dexter Pittman, basketteur américain.
- 1989 :
  - Toby Alderweireld, footballeur belge. (52 sélections en équipe nationale).
  - Meaghan Benfeito, plongeuse canadienne. Médaillée de bronze du haut-vol à 10m synchronisé aux Jeux de Londres 2012.
  - Jean-Frédéric Chapuis, skieur acrobatique français. Champion olympique du skicross aux Jeux de Sotchi 2014. Champion du monde de ski acrobatique du skicross 2013.
  - Marcel Hirscher, skieur alpin autrichien. Médaillé d'argent du slalom aux Jeux de sotchi 2014. Champion du monde de ski alpin du slalom et par équipes 2013 puis champion du monde de ski alpin du super-combiné et par équipes 2015.
- 1990 :
  - Josh McGuire, joueur de rugby à XIII australien. (6 sélections avec l'équipe des Samoa et 1 avec l'équipe d'Australie).
  - Jérôme Sanchez, basketteur français.
- 1991 :
  - Tianna Hawkins, basketteuse américaine.
- 1992 :
  - Charlie Coyle, hockeyeur sur glace américain.
  - Bar Timor, basketteur israélien.
- 1993 :
  - Nemanja Krstić, basketteur serbe.
  - Bogdan Radivojević, handballeur serbe. Vainqueur de la Ligue des champions 2014. (24 sélections en équipe nationale).
- 1994 :
  - Lazar Marković, footballeur serbe. (22 sélections en équipe nationale).
  - Terry Tarpey III, basketteur franco-américain. (19 sélections avec l'équipe de France).
- 1995 :
  - Miguel Andújar, joueur de baseball dominicain.
  - Paul Hill, joueur de rugby à XV anglais. (1 sélection en équipe nationale).
- 1996 :
  - Otar Giorgadze, joueur de rugby à XV géorgien. (21 sélections en équipe nationale).
- 1997 :
  - Serena-Lynn Geldof, basketteuse belge.
  - Arike Ogunbowale, basketteuse américaine.
- 1998 :
  - Jasper Philipsen, cycliste sur route belge.
- 1999 :
  - Iñaki Peña, footballeur espagnol.
- 2000 :
  - Pedro Álvaro, footballeur portugais.
  - Ruben Roosken, footballeur néerlandais.

### XXIesiècle
- 2001 :
  - Remco Balk, footballeur néerlandais.
- 2002 :
  - Armstrong Oko-Flex, footballeur irlandais.
- 2006 :
  - Bazoumana Touré, footballeur ivoirien.
- 2007 :
  - Mathys Niflore, footballeur français.

## Décès

### XXesièclede1951à2000
- 1953 :
  - Jim Lightbody, 70 ans, athlète de demi-fond et de steeple américain. Champion olympique du 800m, du 1 500m et du 2590m steeple puis médaillé d'argent du cross par équipe aux Jeux de Saint-Louis 1904. (° 15 mars 1882).
- 1971 :
  - Walter Smaill, 86 ans, hockeyeur sur glace canadien. (° 18 décembre 1984).
- 1972 :
  - Billy Wallace, 93 ans, joueur de rugby à XV néo-zélandais. (11 sélections en équipe nationale). (° 2 août 1878).
- 1973 :
  - Jules Ladoumègue, 66 ans, athlète de fond et demi-fond français. Médaillé d'argent du 1 500 m aux Jeux d'Amsterdam 1928. Auteur de 6 records du monde. (° 10 décembre 1906).
- 1985 :
  - John Kelly, 57 ans, rameur puis dirigeant sportif américain. Médaillé de bronze du skiff aux Jeux de Melbourne 1956. Président du Comité olympique des États-Unis. (° 24 mai 1927).
  - Julie Vlasto, 81 ans, joueuse de tennis franco-grecque. Médaillée d'argent du tournoi olympique de simple dame à Paris en 1924 et vainqueur du tournoi de Roland-Garros en simple en 1924 et en double en 1923, 1925 et 1926. (° 8 avril 1903).
- 1992 :
  - Jackie Mudie, 61 ans, footballeur puis entraîneur écossais. (17 sélections en équipe nationale). (° 10 avril 1930).
- 1996 :
  - Célestin Delmer, 89 ans, footballeur français. (11 sélections en équipe de France). (° 15 février 1907).
- 2000 :
  - Audun Boysen, 70 ans, athlète de demi-fond norvégien. Médaillé de bronze du 800m aux Jeux de Melbourne 1956. (° 10 mai 1929).
  - Sandra Schmirler, 36 ans, joueuse de curling canadienne. Championne olympique aux Jeux de Nagano 1998. Championne du monde de curling 1993, 1994 et 1997. (° 11 juin 1963).

### XXIesiècle
- 2005 :
  - Viktor Kapitonov, 71 ans, cycliste sur route soviétique puis russe. Champion olympique de la course en ligne et médaillé de bronze des 100km par équipes aux Jeux de Rome 1960. (° 25 octobre 1933).
- 2007 :
  - Clem Labine, 80 ans, joueur de baseball américain. (° 6 août 1926).
- 2010 :
  - Paul Drayton, 70 ans, athlète de sprint américain. Champion olympique du relais 4×100m et médaillé d'argent du 200m aux Jeux de Tokyo 1964. (° 8 mai 1939).
- 2012 :
  - Gerhard Holup, 83 ans, pilote de courses automobile d'endurance allemand. (° 10 décembre 1928).
- 2024 :
  - Tim Ecclestone, 76 ans, hockeyeur sur glace canadien. (° 24 septembre 1947).
- 2025 :
  - Buvaysar Saytiev, 49 ans, lutteur de libre russe. Champion olympique des -74kg aux Jeux d'Atlanta 1996, aux Jeux d'Athènes 2004 et aux Jeux de Pékin 2008. Champion du monde de lutte libre des -74kg 1995, des - 76 kg 1997, 1998 et 2001 puis des -74kg 2003 et 2005. Champion d'Europe de lutte libre des -74kg 1996, des -76 kg 1997, des -85kg 1998, des -76kg 2000 et 2001 puis des -74kg 2006. (° 11 mars 1975).